# Personnages de Stargate SG-1
 (juin 2024).
Après dix saisons et deux téléfilms, les personnages de Stargate SG-1 forment un large panel représentatif de l'ensemble des peuples et races découverts tout au long de la série. Un certain nombre d'entre eux feront des apparitions dans les séries dérivées Stargate Atlantis et Stargate Universe.

## Personnages principaux

### Jack O'Neill

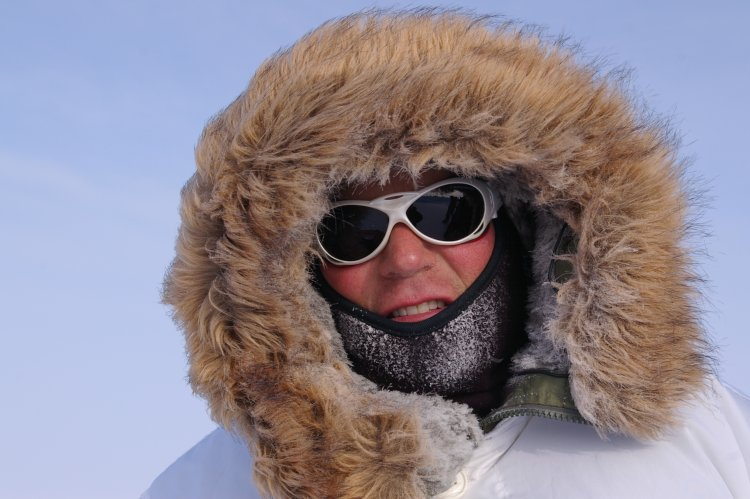
Jack O'Neill

Jack O'Neill est un colonel (qui devient plus tard général) de l'US Air Force. Interprété en 1994 par Kurt Russell dans le film Stargate, la porte des étoiles et depuis 1997 par l'acteur Richard Dean Anderson dans les séries télévisées de la franchise. Ce personnage est le chef de l'équipe d'exploration SG-1 durant les sept premières saisons, après sa promotion au grade de général de brigade il assure le commandement du SGC pendant la saison 8. Il devient chef du système de défense terrien en tant que major-général, après le départ à la retraite du général George Hammond. C'est à ce dernier poste que l'on voit ce personnage dans les séries Stargate Atlantis et Stargate Universe (où il est promu lieutenant-général).
Le vrai nom de Jack O'neill est Jonathan O'neill. Jack était marié à Sara. Ils se sont séparés à la mort de leur fils Charlie (qui s'est tué en jouant avec l'arme de Jack).

### Daniel Jackson
Le docteur Daniel Jackson est l'égyptologue ayant découvert le principe des coordonnées de la porte des étoiles. Interprété en 1994 par James Spader dans le film Stargate, la porte des étoiles et depuis 1997 par l'acteur canadien Michael Shanks dans les séries télévisées de la franchise. Ses connaissances en langues étrangères et cultures anciennes font de lui un élément indispensable au sein de l'équipe SG-1.

### Samantha Carter

Samantha Carter

Samantha Carter est un capitaine (puis major, lieutenant-colonel et colonel) de l'US Air Force. Ce personnage, absent du film original Stargate, la porte des étoiles, est joué par Amanda Tapping tout au long de la franchise Stargate. Membre de l'équipe SG-1, elle est spécialiste en astrophysique et en technologies liées au programme porte des étoiles. Après SG-1, elle occupe deux postes prestigieux : chef de l'expédition sur Atlantis (Saison 4 de Stargate Atlantis) et commandant du George Hammond (Saison 1 et 2 de Stargate Universe).

### Teal'c
Teal'c est un jaffa ayant choisi de se rebeller contre les faux dieux goa'ulds. Il était autrefois primat (chef de la garde) d’Apophis, un Grand Maître goa'uld qu'il trahit pour rejoindre SG-1. Son action fut le point de départ de la rébellion Jaffa qui cherche à éliminer tous les goa'ulds. Ce personnage est joué par Christopher Judge.

### George Hammond
George Hammond est un major général commandant le SGC durant les saisons 1 à 7 de Stargate SG-1. Il prend ensuite le commandement du Système de défense terrien nouvellement créé au début de la saison 8 (au cours de laquelle il est promu lieutenant général) avant de prendre sa retraite un an plus tard). Son acteur, Don S. Davis étant décédé d'une crise cardiaque en 2008, les scénaristes choisissent d'en faire de même pour le personnage en annonçant sa mort dans Stargate Atlantis.

### Jonas Quinn
Jonas Quinn est un scientifique originaire de Kelowna, sur la planète Langara. Il fait la rencontre de SG-1 lorsque ces derniers viennent en visite sur sa planète. Jonas trahit sa planète à cause d'un accident de laboratoire qui provoque le décès (temporaire) du Dr Daniel Jackson. Il vient en quelque sorte le remplacer durant toute la saison 6 au sein de l'équipe SG-1 en leur apportant le naquadria, dérivé radioactif à l'effet surpuissant du naquadah volé dans ce même laboratoire. Après le retour à la vie de Jackson, Jonas Quinn décide de retourner sur sa planète d'origine. C'est l'acteur Corin Nemec qui joue ce personnage.

### Cameron Mitchell

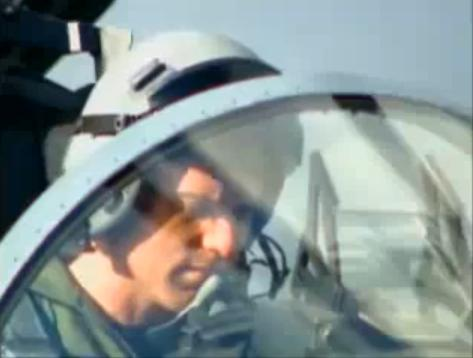
Cameron Mitchell.

Cameron Mitchell est un lieutenant-colonel (puis colonel) introduit comme personnage principal durant le premier épisode de la saison 9 pour prendre la tête de l'équipe SG-1. Dès ses débuts, un nouvel ennemi apparaît dans la Voie lactée : les Oris, qu’il ne cesse de combattre jusqu’à leur fin lors du téléfilm Stargate : L'Arche de vérité. Il est interprété par Ben Browder.

### Hank Landry
Hank Landry est un major-général de l'US Air Force. Ami de Jack O'Neill, il est nommé chef du SGC à sa suite en 2005. Ancien pilote durant de la guerre du Viêt Nam, il s'est marié à une vietnamienne avec qui il a eu une fille Carolyn Lam qui est affectée en tant que médecin-chef du SGC en même temps que lui. Son métier étant très prenant, il divorce d'avec sa femme d'où des relations compliquées avec celle-ci et sa fille. Il est interprété par l'acteur Beau Bridges.

### Vala Mal Doran
Vala Mal Doran est un personnage interprété par l'actrice Claudia Black. Elle apparaît pour la première fois dans l'épisode En détresse (saison 8 épisode 12) où elle vole le Prométhée. Plus tard, elle intègre l'équipe comme membre à part entière.

## Autres personnages de la Terre
Cette section présente les personnages secondaires de la Terre dans Stargate SG-1. Peu présents au début de la série lors de la première saison qui tourne beaucoup autour des personnages principaux de l’équipe SG-1 et de la mise en place de l'arc scénaristique, leur introduction puis leur présence régulière lors saison 2 est très favorablement accueillie, avec des personnages considérés comme « originaux » tels que le Dr Janet Fraiser, le sergent Siler, le colonel Harry Maybourne, Walter Harriman et Jacob Carter.
Un certain nombre de personnages secondaires de la série Stargate SG-1 seront également dans la distribution des séries Stargate Atlantis et Stargate Universe lors d'épisodes crossover ou même comme personnages principaux (cas du personnage Elizabeth Weir)

### Autres équipes SG
Les équipes SG sont les groupes d’exploration du Stargate Command qui traversent la porte des étoiles. Elles sont au nombre de 25 et généralement composées de 4 à 5 membres.

### Membres du SGC
| Personnage      | Grade         | Rôle                                                        | Apparitions                                           | Statut actuel | Acteur                        |
| --------------- | ------------- | ----------------------------------------------------------- | ----------------------------------------------------- | ------------- | ----------------------------- |
| Janet Fraiser   | Major         | Médecin-chef du SGC (1997 - 2004)                           | Saison 1-7 (75 épisodes)                              | Morte         | Teryl Rothery                 |
| Walter Harriman | Sergent-chef  | Responsable de la salle de contrôle de la porte des étoiles | Saison 1-10 (108 épisodes) Arche de vérité, Continuum | Vivant        | Gary Jones                    |
| Carolyn Lam     | Docteur       | Médecin-chef du SGC (actuel)                                | Saison 9-10 (11 épisodes)                             | Vivante       | Lexa Doig                     |
| Siler           | Sergent       | Chef technicien au SGC                                      | Saison 1-10 (46 épisodes)                             | Vivant        | Dan Shea                      |
| Bill Lee        | Docteur       | Scientifique et ingénieur au SGC                            | Saison 4-10 (20 épisodes)                             | Vivant        | Bill Dow                      |
| Elizabeth Weir  | Docteur       | Chef du SGC puis chef de l'expédition Atlantis              | Saison 7-10 (5 épisodes)                              | Morte         | Jessica Steen Torri Higginson |
| Henry Bauer     | Major-général | Chef du SGC (temporaire)                                    | Saison 4 (1 épisode)                                  | Vivant        | Lawrence Dane                 |

#### Janet Fraiser
Le docteur Janet Fraiser est un personnage interprétée par l'actrice Teryl Rothery.
Janet Fraiser est l’officier médical en chef de l’infirmerie du SGC. Personnage populaire parmi les fans, Janet Fraiser meurt en mission aux côtés de Daniel Jackson sur la planète P3X-666 alors qu'elle portait assistance à un soldat du SGC qui avait été blessé au combat dans l'épisode Héros (partie 2).

#### Walter Harriman
Pour les articles homonymes, voir Walter Davis et Davis.

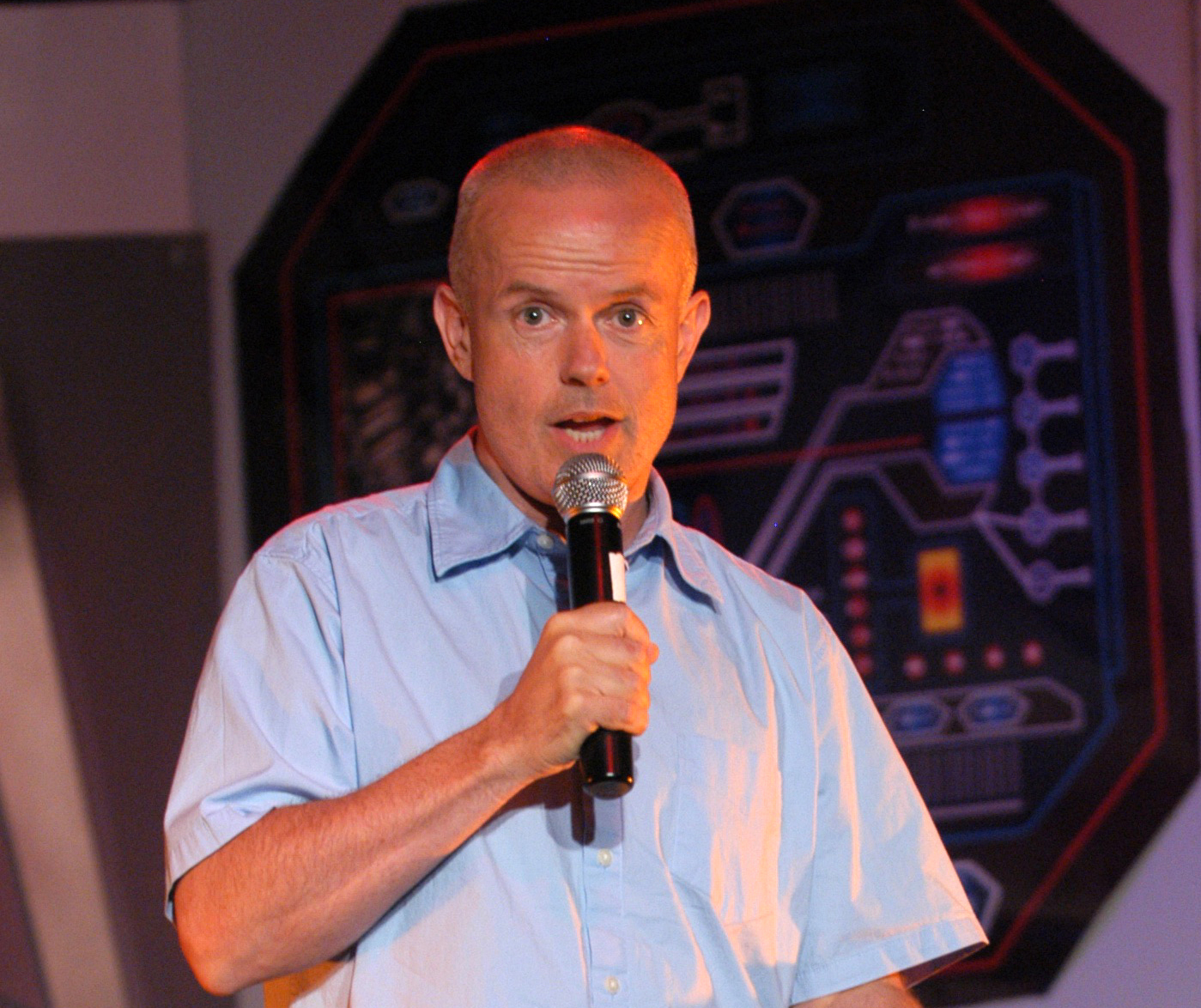
Gary Jones.

Walter Harriman (également appelé Walter Davis) est un personnage interprété par Gary Jones. Son rôle est secondaire, bien que récurrent. Il apparaît également plusieurs fois dans Stargate Atlantis ainsi que dans les films Stargate : L'Arche de vérité et Stargate : Continuum.
Le nom de ce personnage a fortement évolué au fil du temps, simplement désigné en tant que technicien sur les scripts des premiers épisodes, puis nommé « Davis » sur son uniforme. Le prénom Walter, lui est ajouté par hasard par l'acteur principal Richard Dean Anderson (Jack O'Neill) en plein tournage. C'est un autre acteur, Don S. Davis (George Hammond) qui lui fera changer une dernière fois son nom de famille en « Harriman » par une mauvaise prononciation du mot « Airman » (qui désigne un soldat dans l'armée de l'air américaine).
Walter travaille au Stargate Command. Il détient le grade de sergent-chef et est le responsable de la salle de contrôle de la porte des étoiles.

#### Sergent Siler
Le Sergent Siler est le responsable de l'équipe technique de la Porte des Étoiles. Son interprète, Dan Shea, est également coordinateur des cascades sur la série.

#### Carolyn Lam
Le docteur Carolyn Lam est interprétée par l'actrice Lexa Doig, la femme de l'acteur Michael Shanks, qui interprète le rôle principal du Dr Daniel Jackson. Introduite à partir de la neuvième saison, ce personnage participe au renouvellement majeur du casting. Carolyn Lam arrive en tant que nouvel officier médical en chef dirigeant l’infirmerie du SGC succédant ainsi au Dr Janet Fraiser. C'est aussi la fille du général Hank Landry (joué par Beau Bridges), qui arrive au commandement du SGC en même temps qu'elle.

#### Charles Kawalsky

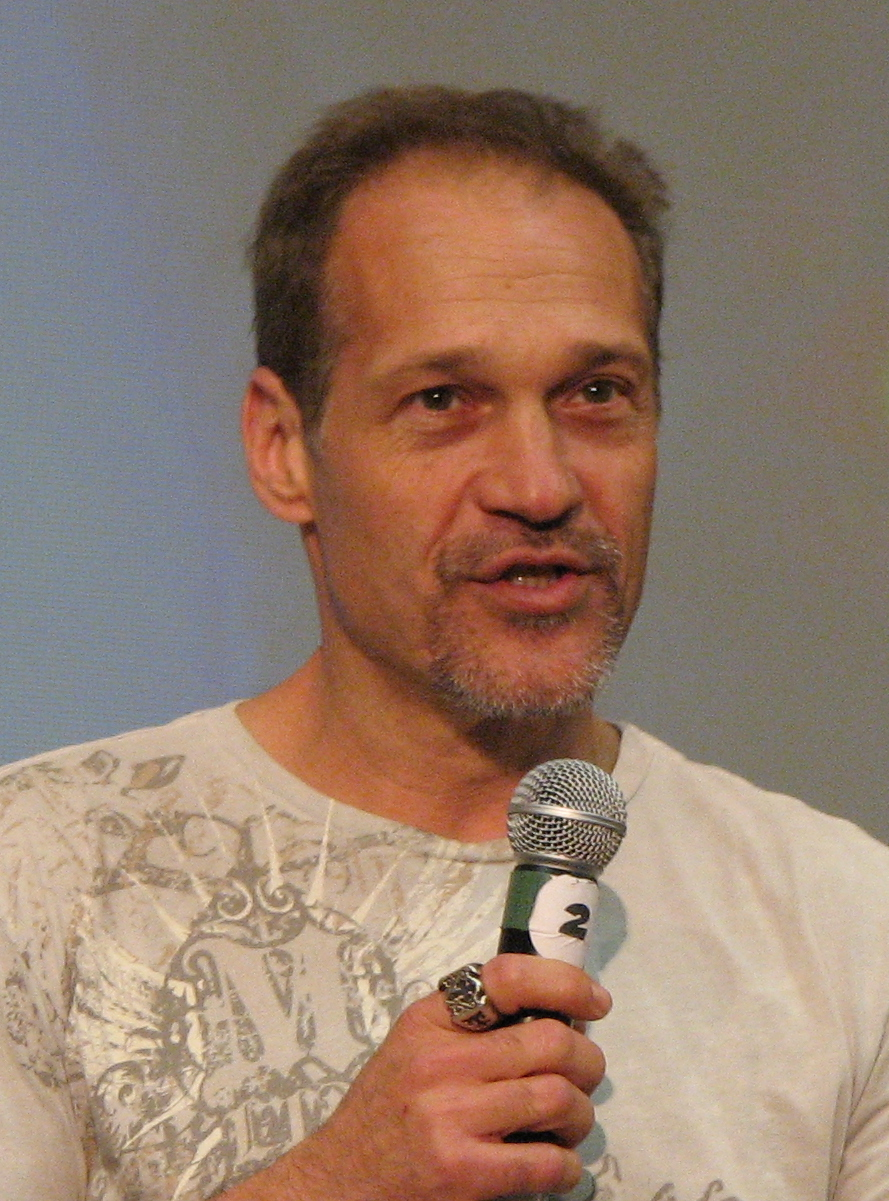
Jay Acovone.

Le major Charles Kawalsky est interprété en 1994 par John Diehl dans le film Stargate, la porte des étoiles, et ensuite par l'acteur Jay Acovone dans la série télévisée Stargate SG-1.
Charles Kawalsky est un ami du colonel Jack O'Neill et participe à la première mission sur Abydos en tant que second. Il retourne à nouveau sur Abydos dans le pilote de la série et est ensuite nommé chef de l'équipe SG-2. Au cours d'une mission conjointe avec SG-1 sur Chulak, il est infecté par un Goa'uld qui prend le contrôle de ses actes. Kawalsky est tué peu après, en même temps que le Goa'uld qui possédait son corps, dans un combat contre Teal'c.
Son personnage est réapparu une fois dans un univers parallèle et une autre fois lors d'une modification temporelle.

#### Personnages mineurs
- Le Major Général Henry Bauer est interprété par l'acteur Lawrence Dane. Il dirigea le SGC durant une brève période pour remplacer le Major Général George Hammond qui avait subi des pressions pour prendre sa retraite anticipée. Il fit tester une bombe au Naqahdah qui faillit détruire le SGC[notes 3].
- Le Major Louis Ferretti fut l'un des membres de la toute première expédition qui passa à travers la porte des étoiles. Après la mort de Kawalsky, il prit le commandement de SG-2. Ce personnage est interprété par French Stewart dans le film d'origine[9], puis par Brent Stait dans la série[acteur 24].
- Le Dr Bill Lee est un des scientifiques les plus emblématiques du SGC[10], il travaille régulièrement avec Samantha Carter, personnage majeur du casting de la série lors de l'analyse des technologies extra-terrestres[11].
- Le Major Evan Lorne, est introduit dans la série comme membre de SG-11[12]. L'acteur Kavan Smith était un proche du producteur de la série Peter DeLuise avant d'être choisi pour incarner ce personnage[12]. Par la suite il fait partie de l'expédition sur Atlantis et devient un personnage récurrent[13].
- Le Dr Rodney McKay est introduit dans la série comme scientifique rival du personnage principal Samantha Carter[14]. Par la suite il fait partie de l'expédition sur Atlantis, ce personnage deviendra emblématique de cette série en tant que membre de l'équipe principale d'exploration[15].
- Le Dr Elizabeth Weir a été placée à la tête du SGC en remplacement du général Hammond dès l'élection du président américain Henry Hayes en 2004[16],[notes 4]. Elle prend possession de ses fonctions dans un contexte de crise puisqu'Anubis s'apprête à attaquer la Terre par voie spatiale. La seule solution est de retrouver la cité perdue d'Atlantis. Elle prendra par la suite la direction de l'expédition Atlantis et dirigera la Cité d'Atlantis. Jessica Steen a joué le rôle d'Elizabeth Weir durant la saison 7 de Stargate SG-1 mais elle est ensuite remplacée par Torri Higginson[17].
- Le Major Général W.O. West est un personnage du film Stargate, la porte des étoiles joué par Leon Rippy[18]. Il est le premier commandant du SGC dans la base secrète de Cheyenne Mountain de 1994 à 1997. Il est interprété par l'acteur américain Leon Rippy. C'est lui qui va sortir une première fois le colonel O'Neil de sa retraite et autoriser la première mission sur Abydos. D'après les décorations qu'il porte pendant le film, il a participé à la guerre du Viêt Nam et la guerre du Golfe.

### Équipages des vaisseaux spatiaux
| Personnage        | Grade   | Rôle                                                     | Apparitions                                                | Statut actuel | Acteur             |
| ----------------- | ------- | -------------------------------------------------------- | ---------------------------------------------------------- | ------------- | ------------------ |
| William Ronson    | Colonel | Commandant du BC-303 Prométhée                           | Saisons 6-7 (2 épisodes)                                   | Vivant        | John Novak         |
| Lionel Pendergast | Colonel | Commandant du BC-303 Prométhée                           | Saisons 8-9 (8 épisodes)                                   | Mort          | Barclay Hope       |
| Kevin Marks       | Major   | Officier sur le BC-303 Prométhée puis le DSC-304 Odyssée | Saisons 9-10 (12 épisodes) et Stargate : L'Arche de vérité | Vivant        | Martin Christopher |
| Paul Emerson      | Colonel | Commandant du DSC-304 Odyssée                            | Saisons 6-10 (9 épisodes)                                  | Mort          | Matthew Glave      |
| Davidson          | Colonel | Commandant du DSC-304 Odyssée                            | Saison 10 (1 épisode)                                      | Vivant        | Fulvio Cecere      |
| Chekov            | Colonel | Commandant du DSC-304 Korolev                            | Saisons 5-8 (6 épisodes)                                   | Mort          | Garry Chalk        |
| Abe Ellis         | Colonel | Commandant du DSC-304 Apollo                             | Stargate : L'Arche de vérité                               | Vivant        | Michael Beach      |

- Le colonel William Ronson est le tout premier commandant du vaisseau terrien Prométhée, ce personnage est interprété par John Novak (en)[19].
- Le colonel Lionel Pendergast est le commandant du vaisseau terrien Prométhée, il a succédé au colonel Ronson qui était le premier commandant du Prométhée. Il participa à de nombreuses missions, mais il est tué lors de la destruction de son vaisseau au cours d'une mission sur une planète déjà connue et qui avait pour but de détruire un satellite Ori. Et grâce à lui 76 personnes de l'équipage furent sauvées sur les 115 personnes du Prométhée. Il est interprété par Barclay Hope[acteur 30].
- Le colonel Paul Emerson est un personnage interprété par Matthew Glave. Il est le commandant du vaisseau terrien Odyssée. Il effectua les premiers tests et la première mission pour aller secourir SG-1 aux mains de l'Alliance Luxienne. Il réussit. Il participa aussi à la grande croisade des Ori lorsqu'ils ont traversé la superporte. Lors de cette bataille beaucoup de vaisseaux étaient présents (une dizaine de Ha'Tak, un vaisseau Asgard et 2 BC-304. Même l'Alliance Luxienne était présente avec trois de ses vaisseaux). Pratiquement tous les vaisseaux ont été détruits et seul l'Odyssée et un vaisseau de l'Alliance Luxienne ont survécu à la grande puissance des Ori. L'Odyssée avait accueilli une douzaine de personnes du Korolev, et plusieurs dizaines de Jaffa. Le colonel Paul Emerson fut tué lors de la prise de l'Odyssée par des membres de l'Alliance Luxienne quelques mois après la grande croisade.
- Le colonel Davidson est le nouveau commandant de l’Odyssée après le décès du colonel Emerson. Ce personnage est interprété par Fulvio Cecere (en)[acteur 31].
- Le major Kevin Marks est un personnage de la série télévisée Stargate SG-1. Il est le second du Colonel Paul Emerson. Le major est aux commandes du vaisseau terrien Odyssée, il est également un pilote de F-302. Ce personnage est interprété par Martin Christopher[acteur 32].
- Le colonel Abe Ellis est le commandant de l'Apollo. Lui et son vaisseau apparaissent habituellement dans Stargate Atlantis, cependant ils font une brève apparition dans le téléfilm Stargate : L'Arche de vérité. Ce personnage est interprété par Michael Beach[acteur 33].

### Personnages du NID

#### Malcolm Barrett

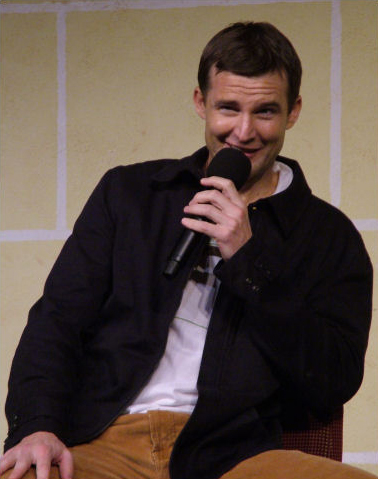
Peter Flemming, en 2006.

Malcolm Barrett est un agent du NID, joué par Peter Flemming. Il aida à innocenter le colonel O'Neill du meurtre du sénateur Kinsey et fera arrêter les principaux membres du Comité, un groupement d'industriels voulant utiliser les technologies aliens à des fins commerciales. Il collabore plusieurs fois avec SG-1, et devient proche de Samantha Carter même si cette dernière rejette toute relation.

#### Franck Simmons
Le colonel Franck Simmons est un personnage joué par John de Lancie. Il fut envoyé au SGC par le Pentagone lors de la découverte du canon Velonien sur la planète Velona dans l'épisode 3 de la saison 5 : Ascension.
Dans l'épisode 14 de la saison 5 : 48 heures, SG-1 démontre que Simmons travaille pour le compte du service de renseignement, le NID, et il est arrêté pour haute trahison. Dans l'épisode 11 de la saison 6 : Prométhée, Simmons est libéré lorsque des agents du N.I.D. s'emparèrent du Prométhée et menacèrent de le faire exploser.

#### Harry Maybourne
Le colonel Maybourne est interprétée par l'acteur Tom McBeath. Il fut envoyé au SGC par le Pentagone pour emmener les Tollans à la zone 51, où ils pourraient être étudiés dans le but d’analyser leurs technologies. Lorsqu’il fut incapable de remplir cette mission, il fut affecté au développement d’une tête nucléaire enrichie au Naqahdah pour ainsi protéger la Terre d’une éventuelle invasion. Maybourne essaya d’emmener Teal'c dans un laboratoire pour analyser le venin de l’insecte qui avait contaminé le Jaffa sur BP6-3Q1 dans le but d’en faire une arme bactériologique. 
Le Major Samantha Carter demanda l’aide de Maybourne lorsque le SGC fut envahi par des extraterrestres ayant la faculté d’imiter les humains. L’invasion extraterrestre put être repoussée grâce à l’intervention de Maybourne et de ses hommes. Maybourne commença alors à travailler pour une organisation gouvernementale appelée NID. Il dirigea anonymement une équipe SG rebelle qui avait pour mission de voler des technologies extraterrestres. Lorsque cette opération fut démantelée par le SGC, il se retrouva en Sibérie, à donner des informations sur le programme Porte des Étoiles au gouvernement russe et à aider l'armée russe à mettre en place leur propre programme. Ces actions lui valurent une peine de prison qui fut écourtée lorsque Jack O'Neill demanda l’aide de Maybourne pour obtenir des informations sur le NID. Maybourne aida O'Neill à déjouer un complot du NID. 
Après le départ de l'acteur Richard Dean Anderson de la série, les possibilités scénaristiques pour ce personnage ont disparu, il ne sera plus présent dans les deux dernières saisons de la série.

#### Robert Kinsey
Robert Kinsey (joué par Ronny Cox) est Sénateur, président de la commission sénatoriale des finances et à la fin de la Saison 7, il est  vice-président des États-Unis. Il offre au NID la couverture politique nécessaire pour mener des opérations illégales, notamment en interférant avec le SGC. À plusieurs reprises, il tenta de s'assurer le contrôle exclusif de la porte des étoiles.

### Personnages de la CIS

#### Chekov
Le colonel Chekov est le représentant de la Russie pour les contacts avec le programme Stargate. Il est au courant du programme Porte des étoiles depuis le début, et au bout de 4 ans de travail, il prend la direction du Korolev qui est détruit dès sa 1re mission.

#### James Marrick
James Marrick est un personnage interprété par l'acteur Currie Graham. Il fut envoyé par la CIS au SGC pour remplacer Richard Woolsey qui est devenu chef de l’expédition d'Atlantis.
Il partit à bord de l'Odyssée dans la galaxie Oris, afin de mettre en œuvre le plan du CIS. Après que ses réelles intentions ont été découvertes par le colonel Mitchell, il fut enfermé dans l'une des cellules du vaisseau.
Le réplicateur qu'il a créé s'est multiplié et l'un d'entre eux a pris le contrôle de son corps. Au terme d'un âpre combat, Mitchell réussit à l'éliminer.

### Divers
| Personnage       | Grade     | Rôle | Apparitions                                | Statut actuel | Acteur                                                                     |
| ---------------- | --------- | --- | ------------------------------------------ | ------------- | -------------------------------------------------------------------------- |
| Harry Maybourne  | Colonel   | Ancien agent du NID | Saisons 1-8 (11 épisodes)                  | Vivant        | Tom McBeath                                                                |
| Franck Simmons   | Colonel   | Ancien agent du NID | Saisons 5-6 (5 épisodes)                   | Mort          | John de Lancie                                                             |
| Robert Kinsey    | Civil     | Ancien sénateur puis ancien vice-président des États-Unis | Saisons 1-8 (11 épisodes)                  | Mort          | Ronny Cox                                                                  |
| Henry Hayes      | Président | Président des États-Unis d'Amérique | Saison 7 (3 épisodes) Stargate : Continuum | Vivant        | William Devane                                                             |
| Cassandra        | Civile    | Originaire de la planète Hanka, elle a été adoptée par le Dr Janet Fraiser après que son peuple a été anéanti par la goa'uld Niirti. Celle-ci faisait des expériences génétiques sur ce peuple et avait transformé Cassandra en bombe humaine. | Saisons 1-5 (4 épisodes)                   | Vivante       | Katie Stuart (Enfant) Colleen Rennison (Adolescente) Pamela Perry (Adulte) |
| Richard Woolsey  | Civil     | Représentant américain de la Commission Internationale de Surveillance (CIS) | Saisons 7-10 (7 épisodes)                  | Vivant        | Robert Picardo                                                             |
| Paul Davis       | Major     | Officier de liaison avec le Pentagone | Saisons 2-10 (15 épisodes)                 | Vivant        | Colin Cunningham                                                           |
| Alexi Vaselov    | Colonel   | Russe, prétendant au remplacement de Jack O'Neill à la tête du SG-1 | Saison 8 (1 épisode)                       | Mort          | Gavin Hood                                                                 |
| Malcolm Barrett  | Civil     | Agent du NID, il aide à de nombreuses reprises Samantha Carter et SG-1 | Saisons 5-10 (6 épisodes)                  | Vivant        | Peter Flemming                                                             |
| Nicholas Ballard | Civil     | Grand-père de Daniel Jackson | Saison 3 (1 épisode)                       | Inconnu       | Jan Rubes                                                                  |
| Ally             | Civile    | Ally est une adolescente qui sauve la vie de Teal'c. | Saison 2 (1 épisode)                       | Vivante       | Colleen Rennison                                                           |
| Pete Shanahan    | Civil     | Ex/futur mari de Samantha Carter | Saisons 7-8 (4 épisodes)                   | Vivant        | David DeLuise                                                              |

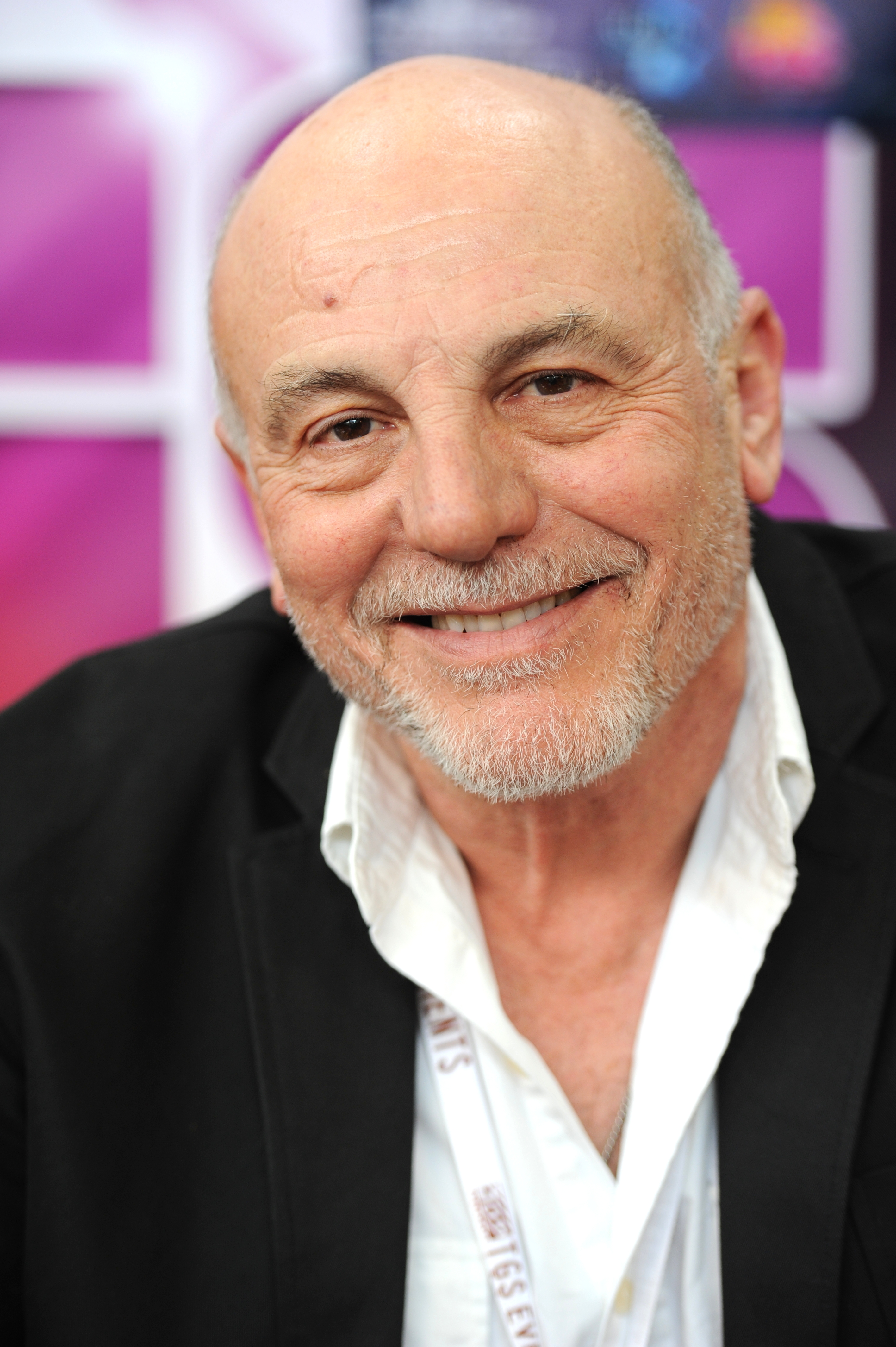
Carmen Argenziano, l'acteur interprétant le personnage du général Jacob Carter.

- Le général Jacob Carter est un personnage joué par Carmen Argenziano[acteur 48]. C'est le père de Samantha Carter. Il a aussi un fils, Mark Carter. Il devient l'hôte du Tok'ra Selmak alors qu'il est atteint d'un cancer en phase terminale[24]. Il aide plusieurs fois SG-1 mais Selmak meurt de vieillesse dans l'épisode de la saison 8 Pour la vie.
- Le Major Paul Davis est joué par Colin Cunningham[acteur 49]. C'est l'officier de liaison du Pentagone, qui intervient quand le SGC doit travailler avec d'autres organisations, comme le bureau du procureur lors de l'enquête sur la tentative d'assassinat du Sénateur Robert Kinsey ; ou avec d'autres pays, comme quand le Général Hammond a dû dévoiler avec le Colonel Chekov l'existence du programme Porte des Étoiles aux ambassadeurs de la Chine, de la France et du Royaume-Uni.
- Catherine Langford, interprété dans Stargate SG-1 par Elizabeth Hoffman[acteur 50], est la fille du professeur Langford, l'archéologue qui découvre la porte des étoiles[25]. Elle est à la tête de l'équipe cherchant comment fonctionne la porte des étoiles, c'est elle aussi qui embauche Daniel Jackson qui déchiffre le système de coordonnées. Son fiancé, Ernest Littlefield, est la victime malheureuse d'une expérimentation en 1945 en étant le premier homme à passer la porte, et disparait pendant plus de 50 ans. Pendant toutes ces années, elle insiste auprès de l'armée pour que l'on réactive le programme Stargate abandonné après la disparition d'Ernest (dont elle ignore les vraies raisons de sa disparition, son père lui ayant annoncé sa mort lors d'un incident technique), chose qu'elle réussit en 1996. Il est retrouvé par SG-1 en 1997 puis meurt en 2005 et lègue la plupart de ses collections d'objets égyptiens à Daniel Jackson. Ce personnage est au centre de la web-série Stargate Origins sortie en 2018[25].
- Ernest Littlefield joué par Paul McGillion (Dr Ernest Littlefield jeune) et Keene Curtis (Dr Ernest Littlefield âgé) dans l'épisode 11 de la saison 1, Le Supplice de Tantale. En 1945, c'est le premier homme à traverser la porte des étoiles depuis la découverte à Gizeh, mais un dysfonctionnement le coince sur Héliopolis pendant 50 ans jusqu'à ce que SG-1 et sa fiancée de l'époque, Catherine Langford, viennent le récupérer[26].
- Henry Hayes est le président des États-Unis, interprété par William Devane[acteur 51]. Il apparaît la première fois le jour de son élection, où il apprend du Général Francis Maynard, son chef d'état-major, l'existence de la porte des étoiles avant de se retrouver en pleine lutte de pouvoir entre l'Armée et son Vice-président, Robert Kinsey. Sous la pression de ce dernier, il finit par relever le Général Hammond de ses fonctions pour le remplacer par le Docteur Weir. Plus tard, alors qu'Anubis s'apprête à envahir la Terre, il vire Kinsey qui compromet l'effort de guerre par sa soif de pouvoir et, une fois la bataille gagnée, promeut Hammond à la tête des défenses terriennes. Il apparaît aussi dans une réalité alternée créée par Baal — dans laquelle le programme Stargate n'a jamais existé — où il convoque l'équipe SG-1 pour leur demander d'identifier des vaisseaux, qui s'avèrent être des éclaireurs goa'uld. Quand la flotte de Baal débarque pour envahir la terre et bombarde son bunker, il enverra SG-1 rejoindre la Porte des Étoiles pour qu'ils remodifient à nouveau la ligne temporelle en leur faveur.
- Le Colonel russe Alexi Vaselov est interprété par l'acteur Gavin Hood[acteur 52]. Il se présente pour la première fois au SGC lorsque Jack O'Neill devient général pour le remplacer à la tête de SG-1. O'Neill n'est pas d'accord et ne désire pas céder sa place aussi rapidement au sein de SG-1. Durant une conversation avec Daniel Jackson le colonel Vaselov tombe malade. La base est mise sous quarantaine quand plusieurs membres du SGC ont les mêmes symptômes. En fin de compte, ils sont tous « possédés » par Anubis. Lorsqu'Anubis active la porte et veux fuir avec comme hôte le Général O'Neill, Vaselov sort de l'infirmerie et se rend en salle d'embarquement. Il menace Anubis de le tuer s'il ne le prend pas comme hôte pour traverser la porte. Anubis s'exécute et laisse O'Neill en vie. Mais Samantha Carter a modifié les coordonnées de la porte vers KS7-535, planète en pleine ère glaciaire. Anubis est prisonnier de son hôte qui était totalement gelé : Vaselov est mort.
- Le Général Francis Maynard, interprété par James McDaniel[acteur 53], est le Chef d'État-Major des Armées. Il briefe le président sur le programme Porte des Étoiles, et se fera l'avocat du SGC face au Vice-président Kinsey et à l'agent du NID Robert Woolsey. Quand Woolsey comprendra qu'il est du mauvais côté, Maynard le dirigera vers le Général Hammond. Plus tard, il conseillera le Président Henry Hayes lors de l'attaque d'Anubis.
- Le Lieutenant-Général, puis Général Maurice Vidrine est interprété par Steven Williams[acteur 54]. Il supervise le développement de toutes les technologies susceptibles de défendre la Terre contre la menace Goa'uld, en particulier la flotte de vaisseaux Tau'ri. Dans un futur alternatif, il est Chef d'État-Major des Armées.
- Le Brigadier-Général Michael Kerrigan est interprété par Michael Kopsa[acteur 55]. Il dirige les Cadets de l'Air Force Academy, ainsi que le programme de formation des recrues du SGC.
- Le Colonel russe Ruslan Chernovshev interprété par Mike Dopud[acteur 56], est le chef d'état-major du Général Kisselev, Ministre de la Défense de Russie. Il vend un symbiote Goa'uld à Adrian Conrad, qui cherche à guérir d'une maladie incurable. Il se fait implanter un symbiote Goa'uld par la Confrérie avant d'en implanter un à son patron pour déclencher une guerre nucléaire entre la Russie et les États-Unis et ainsi permettre aux Goa'uld de s'emparer de la Terre. L'intervention du Président russe met fin à cette tentative.
- Le Général Miroslav Kisselev est le Ministre russe de la Défense et populaire auprès de l'Armée Russe. Il est infecté avec un symbiote Goa'uld par la Confrérie via son chef d'état-Major, le Colonel Ruslan Chernovshev. Après son infection, il va pratiquement déclencher une guerre nucléaire avec les États-Unis pour donner la possibilité aux Goa'ulds de s'emparer de la Terre, mais le président russe met fin à sa tentative.
- Yuri Mikhailov est le Président de la fédération de Russie. Manipulé par son Ministre de la Défense, le Général Miroslav Kisselev, il croit que le gouvernement américain est infiltré par les Goa'uld. Il accepte cependant de répondre au Général O'Neill, qui lui fournit les preuves que c'est le Général Kisselev, qui s'apprêtait à déclencher une attaque nucléaire, qui a été infecté par un symbiote ; ainsi qu'une liste d'officiers prêt à le soutenir contre Kisselev, lui permettant d'annuler le lancement des missiles.

## Personnages extra-terrestres

### Abydossiens
Les Abydossiens sont le premier peuple rencontré par la Terre,. Leur planète ayant été détruite par Anubis, ils se sont tous élevés à l'aide de l'Ancienne Oma Desala.
| Personnage      | Rôle | Apparitions                                            | Statut actuel | Acteur |
| --------------- | --- | ------------------------------------------------------ | ------------- | --- |
| Kasuf           | Père de Sha're et de Skaara, chef du peuple abydossien. | Stargate, la porte des étoiles Saison 2-3 (3 épisodes) | Élevé         | Erick Avari |
| Sha'uri/ Sha're | Fille de Kasuf, sœur de Skaara et femme de Daniel Jackson Un an après leur mariage, elle devient l'hôte d'Amonet jusqu'à son décès. Mère de Shifu. Elle est tuée par Teal'c. | Stargate la porte des étoiles Saison 1-3 (3 épisodes)  | Morte         | Interprétée par Mili Avital sous le nom de Sha'uri dans le film Et par Vaitiare Bandera sous le nom de Sha're dans la série |
| Skaara          | Fils de Kasuf, frère de Sha're et habitant d'Abydos. Il est l'hôte de Klorel jusqu'au tribunate tenu par les Tollans qui décident d'extraire le Goa'uld.                     | Stargate, la porte des étoiles Saison 1-6 (5 épisodes) | Élevé         | Alexis Cruz |

### Anciens
| Personnage | Rôle                                                                                | Apparitions                                        | Statut actuel  | Acteur                                                |
| ---------- | ----------------------------------------------------------------------------------- | -------------------------------------------------- | -------------- | ----------------------------------------------------- |
| Ayiana     | Ancienne découverte dans la glace en Antarctique                                    | Saison 6 (1 épisode)                               | Morte          | Ona Grauer                                            |
| Oma Desala | Aide des personnes à effectuer l'Ascension. En combat éternel avec Anubis           | Saison 3-8 (4 épisodes)                            | Combat éternel | Carla Boudreau Mel Harris                             |
| Orlin      | Aide le SGC à de multiples reprises                                                 | Saison 5-9 (3 épisodes)                            | Vivant         | Sean Patrick Flanery (adulte) Cameron Bright (enfant) |
| Morgane    | Aide Daniel à trouver l'arme de Merlin. Se bat jusqu'à la fin des temps avec Adria. | Saison 10 (1 épisode) Stargate : L'Arche de vérité | Combat éternel | Sarah Strange                                         |
| Merlin     | Inventeur du Saint Graal.                                                           | Saison 9-10 (4 épisodes)                           | Mort           | Matthew Walker                                        |

### Asgards
Les Asgards sont une espèce très avancée scientifiquement et technologiquement, cependant ils n'ont pu éviter les nombreux problèmes génétiques liés au clonage utilisé comme unique méthode de reproduction. C'est la raison pour laquelle ils organisent leur suicide collectif durant le dernier épisode de Stargate SG-1, tous les Asgards de la Voie lactée ont donc disparu. On apprendra plus tard, dans Stargate Atlantis, qu'une autre faction aura survécu.
| Personnage | Rôle                                                                                              | Apparitions               | Statut actuel | Voix originale |
| ---------- | ------------------------------------------------------------------------------------------------- | ------------------------- | ------------- | -------------- |
| Aegir      | Commandant du vaisseau Valhalla                                                                   | Saison 8 (1 épisode)      | Mort          |                |
| Freyr      | Protecteur de la planète K'Tau et membre du grand conseil Asgard.                                 |                           | Mort          |                |
| Heimdall   | Généticien                                                                                        |                           | Mort          | Teryl Rothery  |
| Kvasir     | Remplace Thor comme représentant qui est très occupé dans une autre galaxie .                     | Saison 9 Épisodes 13 & 20 | Mort          |                |
| Loki       | Généticien                                                                                        |                           | Mort          | Peter DeLuise  |
| Penegal    | Délégué du haut conseil asgard                                                                    |                           | Mort          |                |
| Thor       | Commandant suprême de la flotte asgard et protecteur des planètes Cimméria, K'Tau et de la Terre. | Saison 1-10 (15 épisodes) | Mort          | Michael Shanks |

### Goa'ulds
Les Goa'ulds, qui sont les principaux antagonistes de cet univers, sont une race de parasites extraterrestres qui utilisent des êtres vivants comme hôtes et qui en prennent le contrôle. Râ fut le premier à parasiter un être humain et à garder cette forme il y a des millénaires car le corps humain, bien que fragile, peut être facilement « réparé » grâce à la technologie goa'uld. Beaucoup d'entre eux se font passer pour des dieux, commandants des armées d'esclaves et sont considérés comme des êtres malfaisants à la personnalité égocentrique et mégalomane pour ceux qui ne les vénèrent pas. Les Goa'ulds sont extrêmement intelligents et ont la capacité de comprendre très rapidement une technologie qui leur est inconnue pour ensuite mieux se l'approprier, étant ainsi des parasites dans tous les sens du terme.

### Jaffas
| Personnage | Rôle                                                                                 | Apparitions               | Statut actuel | Acteur                                        |
| ---------- | ------------------------------------------------------------------------------------ | ------------------------- | ------------- | --------------------------------------------- |
| Aron       | Rebelle jaffa                                                                        | Saison 8-9 (5 épisodes)   | Vivant        | Jeff Judge                                    |
| Bra'tac    | Mentor de Teal'c et ancien primat d'Apophis Rebelle jaffa.                           | Saison 1-10 (26 épisodes) | Vivant        | Tony Amendola                                 |
| Drey'auc   | Épouse de Teal'c                                                                     | Saison 1-5 (3 épisodes)   | Morte         | Salli Richardson-Whitfield Brook Susan Parker |
| Fro'tak    | Ancien ami de Teal'c et second époux de Drey'auc                                     | Saison 2 (1 épisode)      | Mort          | Peter Bryant                                  |
| Gerak      | Premier chef de la nation des Jaffas libres                                          | Saison 9 (5 épisodes)     | Mort          | Louis Gossett Jr.                             |
| Herak      | Primat de Khonsu, puis d'Anubis                                                      | Saison 6-7 (5 épisodes)   | Mort          | Michael Adamthwaite                           |
| Ishta      | Chef du peuple jaffa de la planète Hak'tyl ("libération") Seconde compagne de Teal'c | Saison 7-8 (2 épisodes)   | Vivante       | Jolene Blalock                                |
| Kar'an     | Femme de Rya'c                                                                       | Saison 8 (1 épisode)      | Vivante       | Mercedes de la Zerda                          |
| M'zel      | Rebelle jaffa                                                                        | Saison 8 (2 épisodes)     | Mort          | Mark Gibbon                                   |
| Rak'nor    | Résistant jaffa et ami de Teal'c                                                     | Saison 4-9 (6 épisodes)   | Vivant        | Obi Ndefo                                     |
| Rya'c      | Fils de Teal'c et de Drey'auc                                                        | Saison 1-8 (6 épisodes)   | Vivant        | Neil Denis                                    |
| Shan'auc   | Prêtresse jaffa, amie très intime de Teal'c                                          | Saison 4-6 (2 épisodes)   | Morte         | Musetta Vander                                |
| Tolok      | Chef rebelle lors de l'assaut de Dakara                                              | Saison 8 (3 épisodes)     | Vivant        | Isaac Hayes                                   |
| Va'lar     | Jaffa déserteur qui était au service d'Apophis                                       | Saison 5 (1 épisode)      | Mort          | David Lovgren                                 |

### Oris
Les Oris sont avec les Anciens, l'une des deux factions des Alterans. Leur rencontre avec les peuples de la Voie lactée va engendrer une guerre qu'ils vont perdre, ils tentaient en effet d'imposer leur religion et de se faire passer pour des faux dieux.
| Personnage | Rôle | Apparitions                                           | Statut actuel        | Acteur                       |
| ---------- | --- | ----------------------------------------------------- | -------------------- | ---------------------------- |
| Adria      | Oricy | Saison 10 (6 épisodes) Stargate : L'Arche de vérité   | Combat éternel       | Morena Baccarin              |
| Doci       | Leader des prêcheurs | Saison 9 (2 épisodes) Stargate : L'Arche de vérité    | Vivant               | Julian Sands                 |
| Prêcheurs  | Prêtres des Oris | Saison 9-10 Stargate : L'Arche de vérité              | Dépend des prêcheurs | Greg Anderson, Doug Abrahams |
| Tomin      | Il recueille Vala Mal Doran (qui deviendra sa femme) après que celle-ci a traversé la superporte. Il devient commandant des armées oris après qu'un prêcheur a guéri la claudication dont il souffrait depuis l'enfance. | Saison 9-10 (3 épisodes) Stargate : L'Arche de vérité | Vivant               | Tim Guinee                   |

### Réplicateurs
Les Réplicateurs sont une espèce extraterrestre mécanique, dangereuse pour toutes les autres espèces, ils ont fini par être vaincus et entièrement éliminés. Il n'existe donc plus aucun spécimen vivant.
| Personnage  | Rôle | Apparitions             | Statut actuel | Acteur            |
| ----------- | --- | ----------------------- | ------------- | ----------------- |
| Numéro 1    | Androïde masculin, chef des réplicateurs lors de la saison 6. Numéro un (ou Numéro 1) est un personnage de fiction de la série télévisée Stargate SG-1. C'est le premier androïde réplicateur, il fut créé à l'image de Reese. Étant constitué de blocs microscopiques, il réussit à couper juste à temps le piège temporel conçu par les Asgards. | Saison 6 (1 épisode)    | Mort          | Ian Buchanan      |
| Numéro 2    | Androïde féminin. | Saison 6 (1 épisode)    | Morte         | Kristina Copeland |
| Numéro 3    | Androïde masculin. | Saison 6 (1 épisode)    | Mort          | Tahmoh Penikett   |
| Numéro 4    | Androïde féminin. | Saison 6 (1 épisode)    | Morte         | Rebecca Reichert  |
| Numéro 5    | Androïde masculin. Il est amoureux de Samantha Carter. Il devient le chef des réplicateurs au début de la saison 8, après l'élimination des autres. | Saison 6-8 (4 épisodes) | Mort          | Patrick Currie    |
| Numéro 6    | Androïde féminin. | Saison 6 (1 épisode)    | Morte         | Shannon Powell    |
| Numéro 8    | Androïde masculin. | Saison 8 (1 épisode)    | Mort          | James Bamford     |
| RépliCarter | Androïde féminin à l'image de Samantha Carter créé par Numéro 5 qu'elle fait tuer. | Saison 8 (4 épisodes)   | Morte         | Amanda Tapping    |
| Reese       | Androïde féminin. | Saison 5 (1 épisode)    | Morte         | Danielle Nicolet  |

### Tok'ra
| Symbiote/Hôte                                  | Rôle | Apparitions           | Statut actuel   | Acteur                            |
| ---------------------------------------------- | --- | --------------------- | --------------- | --------------------------------- |
| Anise/Freya                                    | Scientifique tok'ra spécialisée dans les civilisations anciennes et en technologies                            |                       | Inconnu         | Vanessa Angel                     |
| Cinna                                          | | Saison 6 (1 épisode)  | Inconnu         | ?                                 |
| Égéria                                         | Mère fondatrice de la tok'ra                                                                                   |                       | Morte           | Gwynyth Walsh                     |
| Garshaw/Yosuuf                                 | Chef d'une faction tok'ra                                                                                      |                       | Portée disparue | Sarah Douglas                     |
| Jolinar de Malkshur/Rosha puis Samantha Carter | Tok'ra, compagne de Lantash                                                                                    |                       | Mort            | Tanya Reid Amanda Tapping         |
| Kelmaa                                         | Scientifique tok'ra qui préféra quitter son hôte afin que celui-ci accueille Égéria (mère de tous les Tok'ra). |                       | Morte           | Gwynyth Walsh                     |
| Lantash/Martouf                                | Tok'ra, ex-compagnon de Jolinar de Malkshur et de son ancien hôte Rosha.                                       |                       | Mort            | J. R. Bourne/Courtenay J. Stevens |
| Malek                                          | Chef d'une faction tok'ra.                                                                                     | Saison 6 (2 épisodes) | Vivant          | Peter Stebbings                   |
| Selmak/Jacob Carter                            | Membre du Grand Conseil des Tok'ras                                                                            |                       | Mort            | Carmen Argenziano                 |
| Zaren                                          | Tok'ra infiltrée commandant une garnison de Ba'al.                                                             | Tok'ra                | Morte           | Brandy Ledford                    |

### Tollans
| Personnage | Rôle | Apparitions             | Statut actuel | Acteur         |
| ---------- | --- | ----------------------- | ------------- | -------------- |
| Narim      | Membre de l’équipe menée par Omoc et chargée enterrer la porte des étoiles                              | Saison 3-5 (3 épisodes) | Mort          | Garwin Sanford |
| Omoc       | Ancien chef des Tollans avant qu'ils ne se relocalisent sur Tollana, puis membre du conseil des Tollans | Saison 5 (1 épisode)    | Mort          | Tobin Bell     |
| Travell    | Haut-chancelier de Tollana lors de son invasion par les forces d'Anubis                                 | Saison 3-5 (3 épisodes) | Morte         | Marie Stillin  |

### Autres
| Personnage | Rôle | Race      | Apparitions           | Statut actuel | Acteur          |
| ---------- | --- | --------- | --------------------- | ------------- | --------------- |
| Aris Boch  | Chasseur de primes | Humain    |                       | Vivant        | Sam J. Jones    |
| Chaka      | Unas avec lequel s’entend bien Daniel Jackson.                                                                                     | Unas      |                       | Vivant        | Dion Johnstone  |
| Harlan     | Dernier survivant d'une civilisation humaine avancée                                                                               | Altaïran  |                       | Vivant        | Jay Brazeau     |
| Linéa      | Surnommée "La Destructrice de Mondes"                                                                                              | Humaine   |                       | Amnésique     | Bonnie Bartlett |
| Netan      | Leader de l'Alliance luxienne | Humain    |                       | Mort          | Eric Steinberg  |
| Nyan       | Jeune archéologue de Bédrosia. Il aida Teal'c à sauver le reste de SG-1. Assistant de Daniel Jackson lors de son retour sur Terre. | Humain    |                       | Vivant        | Richard Ian Cox |
| Shifu      | Fils des hôtes d'Amonet (Sha'are) et d’Apophis, c’est un Harsiésis qui a réalisé son Ascension.                                    | Harsiesis |                       | Élevé         | Lane Gates      |
| Ma'chello  | Scientifique Dendredan, il a conçu plusieurs armes pour combattre les goa'uld                                                      | Humain    | Saison 2 (Épisode 17) | Mort          | Michael Shanks  |